# Теорема порівняння Берже — Каждана
Теорема порівняння Берже — Каждана — результат в римановій геометрії.
Теорема дає точну нижню оцінку на об'єм ріманового многовиду, в термінах радіусу ін'єктивності, при цьому в разі рівності многовид ізометрічний стандартній сфері.
Теорема названа на честь Марселя Берже і Джеррі Каждана.

## Формулювання
Нехай (M,g) — компактний m-вимірний ріманів многовид з радіусом ін'єктивності хоча б {\displaystyle \pi }.
Тоді об'єм (M,g) не менше об'єму m-вимірної одиничної сфери {\displaystyle \mathbb {S} ^{m}},
а у випадку рівності (M,g) ізометричний {\displaystyle \mathbb {S} ^{m}}.